# Polistes moraballi
Polistes moraballi är en getingart som beskrevs av Richards 1951. Polistes moraballi ingår i släktet pappersgetingar, och familjen getingar. Inga underarter finns listade i Catalogue of Life.